# Satya Nadella
Satya Nadella,  (født 1967) er Microsofts  tredje CEO, siden virksomheden blev stiftet i 1975. 
Han efterfølger Steve Ballmer og Bill Gates.
Nadella er født i Hyderabad, Andhra Pradesh, Indien, er amerikansk statsborger og kom til Microsoft i 1992 efter ansættelse hos Sun Microsystems.
Udnævnt til CEO hos Microsoft den 4. februar 2014.

## Uddannelse
Elektronik- og kommunikationsingeniør fra følgende institutioner:
- Mangalore University (B.Tech), Indien
- University of Wisconsin–Milwaukee (M.S.), USA
- University of Chicago Booth School of Business (M.B.A.), USA